# Detecció de característiques
En processament d'imatges i visió artificial el concepte de detecció de característiques o detecció d'àrees d'interès fa referència als mètodes que tenen per objectiu la detecció de trets o àrees en una imatge digital considerades d'interès per a un determinat anàlisi. Aquests elements d'interès poden ser característiques, punts, àrees, corbes o una combinació d'aquests, i són un subgrup del domini de la imatge.